# Machiel Zeegers
Machiel Zeegers (Amsterdam, 18 juni 1916 - Den Haag, 14 december 2000) was een Nederlands hoogleraar forensische psychiatrie.
Machiel Zeegers promoveerde in 1958 op een proefschrift over de psychopathologie van de oplichter. Hij vestigde zich als zenuwarts te Den Haag. Hij specialiseerde zich op het raakvlak tussen psychiatrie en forensische wetenschap. In 1976 werd hij benoemd tot hoogleraar in de forensische psychiatrie aan de Universiteit Leiden. Hij adviseerde rechtbanken bij tal van strafzaken als gerechtelijk deskundige. Zeegers maakte de Nederlandse bewerking van Mens erger je niet van de Amerikaanse psychiater Eric Berne, over de psychologie van de intermenselijke verhoudingen (transactionele analyse).
Al in 1996 wees Zeegers, in een artikel in NRC Handelsblad, erop, dat door het gebruik van bepaalde verhoortechnieken een verdachte zaken kan bekennen, die deze nooit gedaan kan hebben.